# Otto al II-lea de Wittelsbach
Otto al II-lea supranumit cel Ilustru (n. 7 aprilie 1206, Kelheim, Bavaria, Germania – d. 29 noiembrie 1253, Landshut, Bavaria, Germania), membru al familiei de Wittelsbach a fost duce de Bavaria și conte palatin de Renania.

## Biografie
Otto a fost fiul ducelui Ludovic I de Bavaria și al soției sale, Ludmila de Boemia. În 1222, la vârsta de 16 ani, el s-a căsătorit la Worms cu Agnes de Palatinat, o strănepoată a ducelui Henric Leul din dinastia Welfilor și a lui Conrad de Palatinat din dinastia Hohenstaufen. Prin această căsătorie, familia Wittelsbach a moștenit Palatinatul păstrându-l ca posesiune până la 1918. Tot de atunci leul a devenit însemnul heraldic din blazonul Bavariei și al Palatinatului.
Otto a achiziționat bogatele regiuni Bogen în 1240, Andechs și Ortenburg în 1248 ca posesiuni pentru casa de Wittelsbach și astfel și-a extins baza sa de putere din Bavaria. Odată cu comitatul de Bogen, familia Wittelsbach a primit și steagul „alb - albastru” care de atunci a devenit stindardul Bavariei și al Palatinatului.
După încheierea unei dispute cu împăratul Frederic al II-lea de Hohenstaufen, Otto a trecut de partea acestuia în 1241. Fiica sa, Elisabeta, s-a căsătorit cu fiul lui Frederic, Conrad al IV-lea. Din acest motiv, Otto a fost excomunicat de către papă.

El a murit în Landshut în 1253. Ca și antecesorii săi, Otto a fost înmormântat în cripta abației de Scheyern.

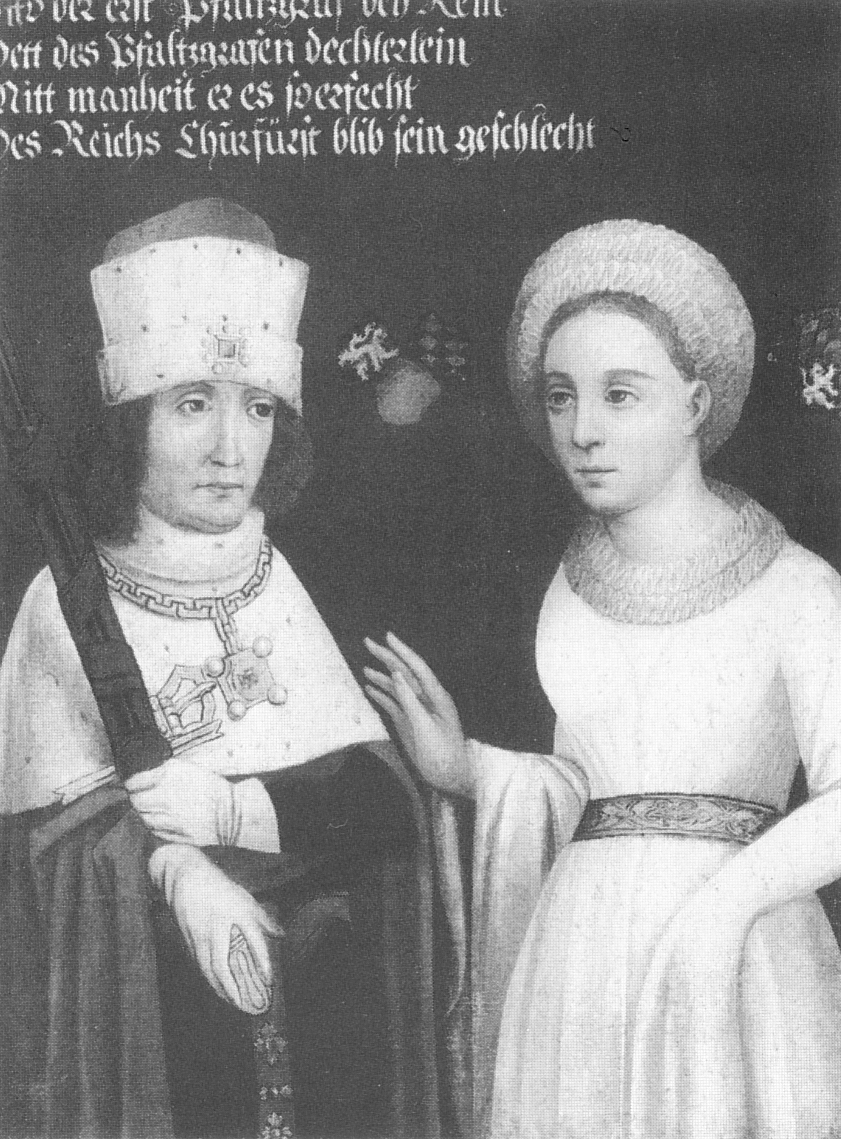
Otto și soția sa Agnes

## Familie și urmași
Otto s-a căsătorit cu Agnes, fiică a contelui palatin de Rin Henric al V-lea (la rândul său, fiu al lui Henric Leul) cu Agnes de Hohenstaufen, căsătoria având loc la Worms în 1222. Copiii lor au fost:
- Ludovic (n. 13 aprilie 1229 – d. 2 februarie 1294), succesor în Bavaria Superioară;
- Henric (n. 19 noiembrie 1235 – 3 februarie 1290), succesor în Bavaria Inferioară;
- Elisabeta (n.c. 1227 – 9 octombrie 1273), căsătorită în 1246 în Vohburg cu Conrad de Hohenstaufen și în 1259 în München cu contele Meinhard al II-lea de Gorizia-Tirol, duce de Carintia;
- Sofia (n. 1236 – 9 august 1289), căsătorită în 1258 cu contele Gerhard al IV-lea de Sulzbach și Hirschberg;
- Agnes (n.c. 1240 – d.c. 1306).